# Сачуров
Сачуров (слч. Sačurov) насељено је мјесто са административним статусом сеоске општине (слч. obec) у округу Вранов на Топлој, у Прешовском крају, Словачка Република.

## Становништво
| Година:    | 1994. | 2004.   | 2014.    | 2024.    |
| ---------- | ----- | ------- | -------- | -------- |
| Број људи: | 1849  | 2008    | 2338     | 2610     |
| Разлика:   |       | +8,59 % | +16,43 % | +11,63 % |

| Година:    | 2023. | 2024.   |
| ---------- | ----- | ------- |
| Број људи: | 2569  | 2610    |
| Разлика:   |       | +1,59 % |

Према подацима о броју становника из 2024. године насеље је имало 2610 становника.